# Zelkova carpinifolia
Zelkova carpinifolia, Kaukasisk zelkova, är en almväxtart som först beskrevs av Pall., och fick sitt nu gällande namn av C. Koch. Zelkova carpinifolia ingår i släktet Zelkova och familjen almväxter. Inga underarter finns listade i Catalogue of Life.. Kaukasisk zelkova är en av de träd som kan ersätta skogsalm i planteringar, eftersom den inte är känslig för almsjukan

## Bildgalleri

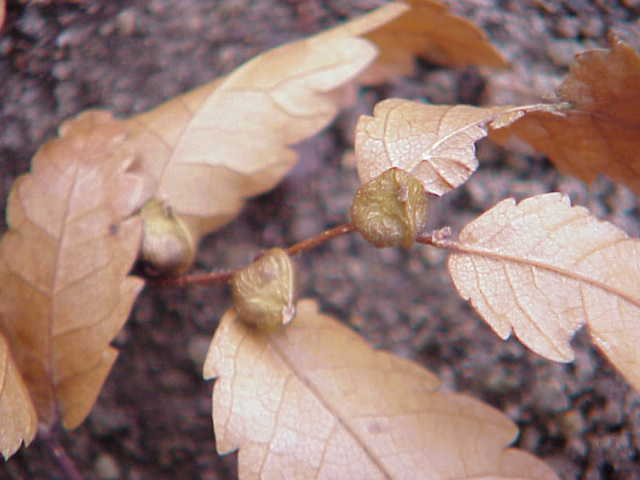